# Achim Hebgen
Achim Hebgen (* 15. April 1943 in Berlin; † 25. September 2012 in Freiburg im Breisgau) war ein deutscher Hörfunkmoderator, Musikproduzent und Leiter der SWR-Jazzredaktion.

## Leben
Hebgen wurde 1970 Mitglied der Jazzredaktion des damaligen Südwestfunks bei Joachim-Ernst Berendt, nachdem er zuvor drei Jahre lang bereits als Berendts Assistent bei den Berliner Jazztagen tätig gewesen war. Hebgen, der zunächst bis 1978 in der Jazzredaktion des Senders arbeitete, hat zahlreiche bis dahin der breiten Öffentlichkeit kaum bekannte Musiker in die Jazzprojekte des Südwestfunks, in das Free Jazz Meeting Baden-Baden und in das Jazzprogramm bei den Donaueschinger Musiktagen eingebunden, gefördert und damit einem großen Publikum bekannt gemacht. In seiner anschließenden Zeit als Musikredakteur war er unter anderem zuständig für den Radioclub und den Pop-Shop bei SWF 3 sowie für die Sendungen Rock Shop, Music Avenue und Forum Musik bei SWF 2. Als er 1991 die Leitung der Jazzredaktion des Südwestfunks übernahm, widmete er sich besonders den Nahtstellen des europäischen Jazz zur Weltmusik. Im Januar 2002 trat er in den Vorruhestand.
Er wirkte u. a. als Diskograf an Berendts Jazzbuch mit, als Produzent bei Produktionen des MPS-Labels, u. a. von Jasper van’t Hofs Pork Pie oder der Association P.C., mit. 1996 holte er die Banda Cittá Ruvo di Puglia und Pino Minafra auf die Musiktage von Donaueschingen und konfrontierte sie dort mit Musikern wie Willem Breuker und Michel Godard; er produzierte auch das daraus resultierende Enja-Album und trug damit zur Renaissance der Banda-Musik bei. Für Enja produzierte er ferner das im Jahr 2000 veröffentlichte Album Round About A Midsummer's Dream des Gianluigi Trovesi Nonetts.